# Arrivederci Roma (film)
Arrivederci Roma è un film del 1957 diretto da Roy Rowland.

## Trama
Il popolare cantante statunitense Marc Revere giunge in Italia per rintracciare la fidanzata Carol Ralston, che lo ha piantato dopo un litigio. Dopo aver perso tutti i suoi soldi al casinò decide di andare a Roma, dove vive suo cugino Pepe Bonelli, musicista in un teatrino di varietà. Sul treno incontra la giovane Raffaella Marini, che intende trasferirsi dallo zio. All'arrivo Raffaella apprende che lo zio è emigrato in Sudamerica anni prima, e così accetta l'invito di Marc e Pepe a fermarsi da loro per qualche giorno. Tra Marc e Raffaella nasce un sentimento di reciproca attrazione, ma sul più bello riappare Carol, e le cose si complicano.